# Tatra Phoenix

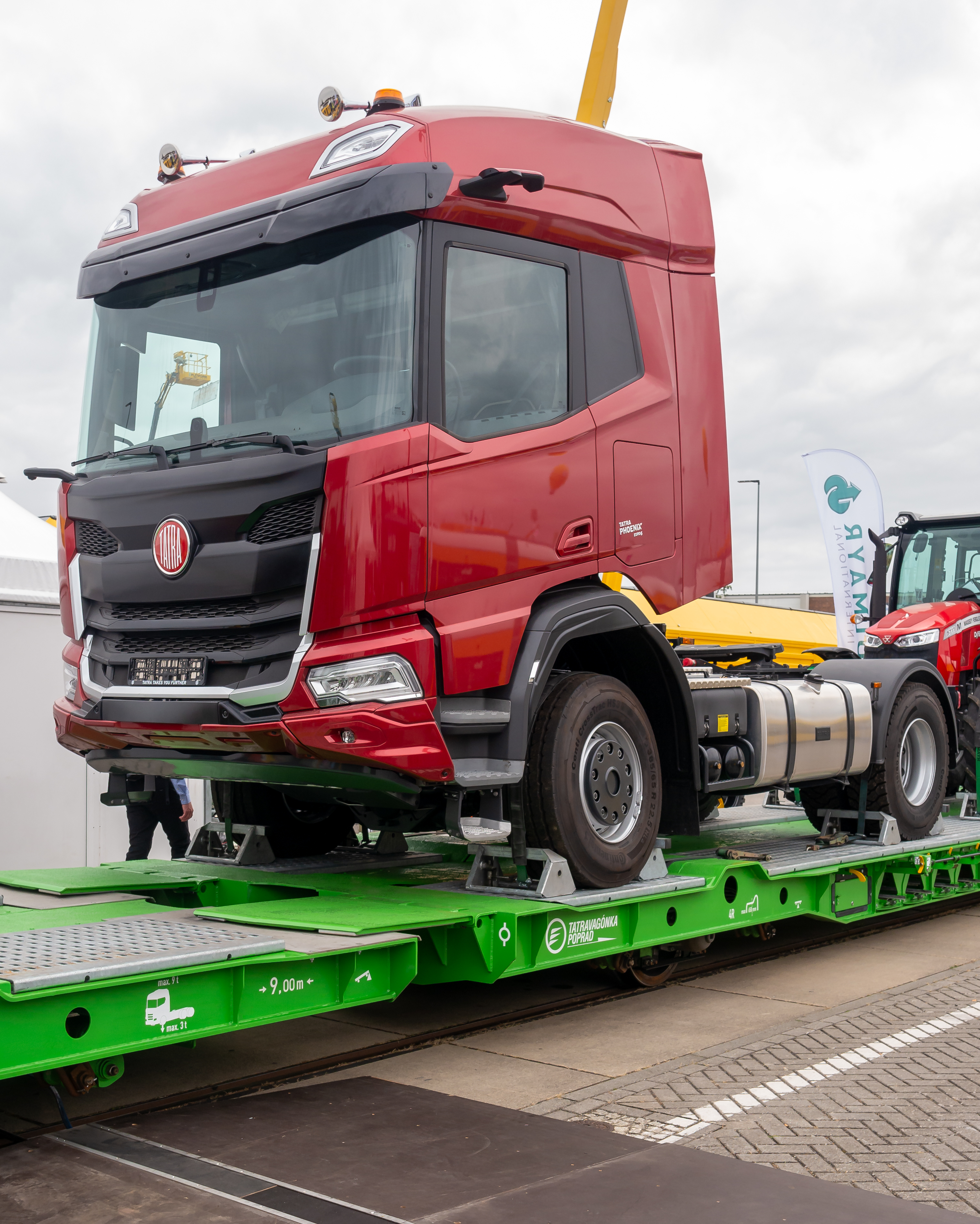
Aktuelle Phoenix-Sattelzugmaschine

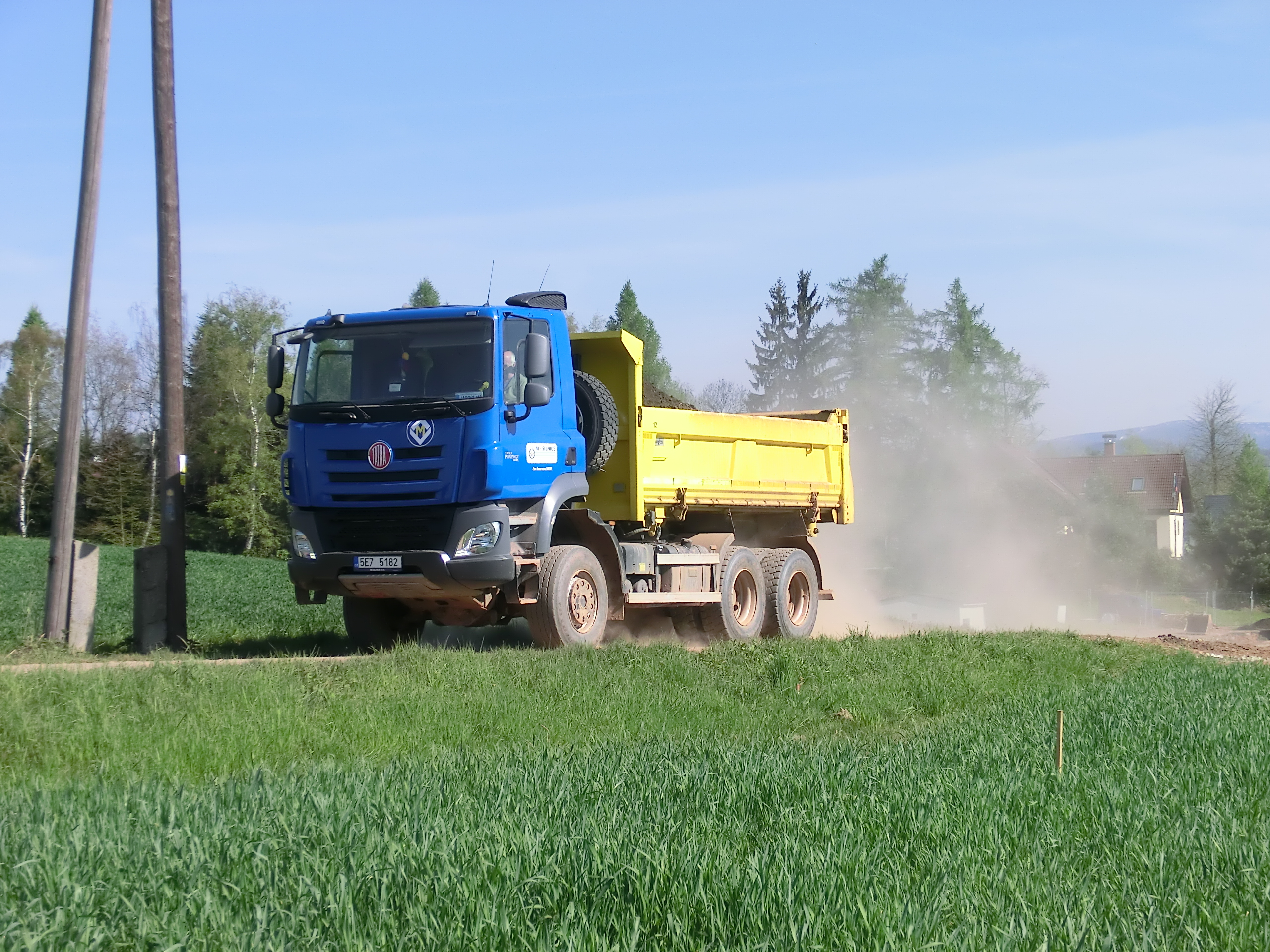
Tatra 158 Phoenix Euro6

Der Tatra Phoenix (Werksbezeichnung Tatra 158) ist ein schwerer Lkw, der aus der Zusammenarbeit zwischen Tatra Trucks und DAF Trucks entstand, die im August 2011 begann. DAF Trucks liefert für den Phoenix Motoren und Kabinen an Tatra. Der Zentralrohrrahmen mit Achsen und Rahmen wird von Tatra produziert, die Getriebe von ZF Friedrichshafen geliefert.
Der Tatra Phoenix wurde im September 2011 vorgestellt. Neben dem Euro-V-Modell von 2011 wird das Fahrzeug seit 2014 auch mit Euro-VI-Motoren ausgeliefert.
2016 ergänzte Tatra die Phoenix-Baureihe um das Modell Tatra Phoenix T158-8P6R56.261 10×10.2. Hierbei handelt es sich um einen insbesondere für den Einsatz im Bergbau entwickelten Muldenkipper mit einem Gesamtgewicht von 60 und einer Nutzlast von 37,5 Tonnen. Der Lkw verfügt über fünf angetriebene Achsen.
Im Januar 2017 wurde der tausendste Tatra Phoenix produziert.